# Jürgen Colombo
Jürgen Colombo (nascido em 2 de setembro de 1949) é um ex-ciclista natural da Polônia, campeão olímpico.
Colombo representou Alemanha Ocidental nos Jogos Olímpicos de 1972, em Munique e conquistou a medalha de ouro na prova de perseguição por equipes (4 000 m) ao lado de Günther Schumacher, Günter Haritz e Udo Hempel.